# Кенджежин-Кожле
Кенджѐжин-Ко̀жле (на полски: Kędzierzyn-Koźle; на немски: Kandrzin-Cosel; силезки: Kandrzin-Kojźly; на чешки: Kandřín-Kozlí) е град в Южна Полша, Ополско войводство. Административен център е на Кенджежин-Кожленски окръг. Обособен е като самостоятелна градска община с площ 123,42 км2.
Градът е един от най-големите химически центрове в Полша. В него се намират заводите Заклади Азотове „Кенджежин“ АД (Zakłady Azotowe „Kędzierzyn“ SA) и Заклади Хемичне „Бляховня“ (Zakłady Chemiczne „Blachownia“).

## География
Градът се намира в историческата област Горна Силезия. Разположен е разпиляно край двата бряга на река Одра в географския макрорегион Силезко плато.

## История
Първите сведения за Кожле, най-старата част на града, разположена на левия бряг на река Одра, са от 1104 година, когато селището е гранична крепост на полските Пясти и е обсаждано от чешкия княз Святополк. От 1138 година Кожле е част от Силезийското княжество, от 1172 година – от Рациборжкото княжество, а от 1281 година е владение на княз Казимеж Битомски, който малко по-късно се признава за чешки васал. През 1293 година Кожле получава градски права, след което са построени градските му стени. От средата на XIV век до 1492 година градът е владение на Олешнишкото княжество, а след кратко управление на ополските князе през 1509 – 1532 година е трайно присъединен към владенията на Чешката корона.
Заедно с Чехия Кожле става част от владенията на Хабсбургите, като за известно време е дадено като апанаж на маркграфовете на Ансбах. По време на Тридесетгодишната война крепостта е обсаждана неколкократно, като през 1627 година е превзета от датчаните, а през 1642 година – от шведите. След Първата силезийска война през 1742 година градът е присъединен към Прусия, но през 1744 – 1746 година отново е под хабсбургски контрол. Крепостта издържа още няколко обсади от хабсбургите през Седемгодишната война и от французи и баварци през Наполеоновите войни.
През 1921 година, след Първата световна война, жителите на Кожле гласуват в Горносилезийския плебисцит за оставане в Германия, а малко по-късно част от града е временно окупирана от нередовни полски войски. През 1944 – 1945 година край града е организиран филиал на концлагера „Аушвиц“. Градът е завзет от съветски войски на 21 януари 1945 година по време на Висло-Одерската операция, а след края на Втората световна война е присъединен към Полша.
През 1975 година към Кожле са присъединени три селища на отсрещния бряг на река Одра и новообразуваният град започва да се нарича Кенджиджин-Кожле. Тези селища са:
- Кенджежин. За пръв път селището е споменато през 1283 г. В периода (1283 – 1355) е част от Кожелско-Битомското княжество. През 1951 г. получава градски права.
- Славенчице. Селището получило градски права през 1260 г.
- Клодница. В периода (1792 – 1822) е построен Клодницкия канал, който свързвал река Одра с град Гливице.

## Население
Според данни от полската Централна статистическа служба, към 1 януари 2014 г. населението на града възлиза на 63 194 души. Гъстотата е 511 души/км2.

## Административно деление
Административно градът е разделен на 16 района (джелници).
| - Азити - Бляховня - Жабенец - Клодница - Кожле-Порт - Кожле-Роги - Кужничка - Ленартовице | - Мейсце Клодницке - Погожелец - Повстанцов Шльонских - Пястов - Славенчице - Старе Място - Чисова - Шрудмешче |

## Градове партньори
- Рачибуж, Полша
- Héricourt (Haute-Saône), Франция
- Йонава, Литва
- Калуш, Украйна
- Grand-Charmont, Франция
- Пършеров, Чехия

## Фотогалерия
- Църква „Св. Екатерина Александрийска“
- Църква „Св. Миколай“
- Кметството на Кенджежин
- Спортна зала
- Район Пястов
- Кожле
- Железопътната гара в Кожле